# Evenoclerus seyrigi
Evenoclerus seyrigi is een keversoort uit de familie mierkevers (Cleridae). De wetenschappelijke naam van de soort is voor het eerst geldig gepubliceerd in 1935 door Pic.